# Hradišťská Lhotka
Hradišťská Lhotka (německy Lhotka bei Steinradisch) je malá vesnice, část města Blovice v okrese Plzeň-jih v Plzeňském kraji. Nachází se asi čtyři kilometry jihovýchodně od Blovic. Hradišťská Lhotka je také název katastrálního území o rozloze 1,68 km².

## Historie
První písemná zmínka o vesnici pochází z roku 1379. Během 16. století čítala vesnice pouze šest popisných čísel.

## Přírodní poměry
Vesnice leží mezi vrchy Oběšený a Dřevnice.

## Obyvatelstvo
| Rok            | 1869 | 1880 | 1890 | 1900 | 1910 | 1921 | 1930 | 1950 | 1961 | 1970 | 1980 | 1991 | 2001 | 2011 | 2021 |
| -------------- | ---- | ---- | ---- | ---- | ---- | ---- | ---- | ---- | ---- | ---- | ---- | ---- | ---- | ---- | ---- |
| Počet obyvatel | 90   | 122  | 122  | 100  | 89   | 99   | 85   | 91   | 84   | 80   | 54   | 41   | 37   | 46   | 49   |
| Počet domů     | 13   | 19   | 20   | 18   | 18   | 18   | 18   | 20   | 20   | 18   | 16   | 21   | 24   | 27   | 26   |

## Obecní správa
Při sčítání lidu v letech 1850–1879 Hradišťská Lhotka byla osadou obce Lhotka v okrese Plzeň. V letech 1880–1971 byla samostatnou obcí, se kterým patřila nejprve do okresu Plzeň, ale v roce 1950 v okrese Blovice a od roku 1960 v okrese Plzeň-jih. Od 26. listopadu 1971 do 31. srpna 1990 byla částí obce Louňová v okrese Plzeň-jih, kdy se konaly obecní volby. Od 1. září 1990 do 31. prosince 1994 byla znovu obcí v okrese Plzeň-jih. Od 1. ledna 1995 je částí města Blovice v okrese Plzeň-jih.

## Spolky
Ve vesnici působil Sbor dobrovolných hasičů od roku 1902 (faktická činnost začala z finančních důvodů až v roce 1911). Kromě toho během první republiky existoval včelařský spolek a místní organizace agrární strany.

## Průmysl
Za první republiky byla ve vesnici cihelna, která však vyhořela a nebyla obnovena.

## Pamětihodnosti
- Zemědělský dvůr čp. 1
- Kovárna

## Osobnosti
- Čeněk Fiala (1881–1952), politik